# O barre souscrite
L’O barre souscrite est une lettre latine utilisée en ancien hongrois jusqu’au XVIe siècle.
Il s’agit de la lettre O diacritée d’une barre verticale ou oblique souscrite attachée à la lettre. Il n’est pas à confondre avec le O vieux polonais ‹ ꟁ ›, qui est parfois sans barre suscrite, ou le O ogonek ‹ ǫ ›, ni avec le koppa ‹ ϙ › de l’alphabet grec.

## Utilisations
Le O barre souscrite a été utilisé en ancien hongrois pour représenter la voyelle mi-fermée antérieure arrondie [ø], aujourd’hui écrite ‹ ö › pour la voyelle courte [ø] et ‹ ő › pour la voyelle longue [øː].

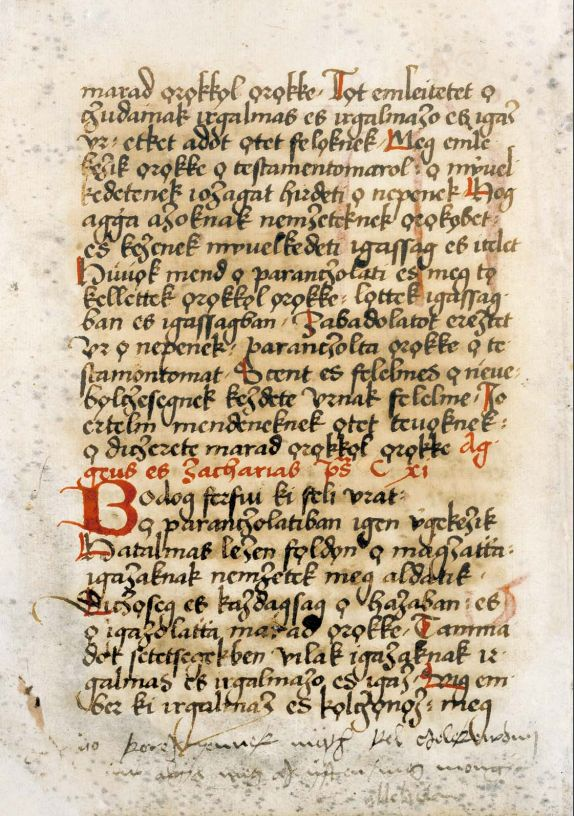
Page de la Bible hussite dans le Codex Apor (XVe siècle) utilisant le o barre souscrite.
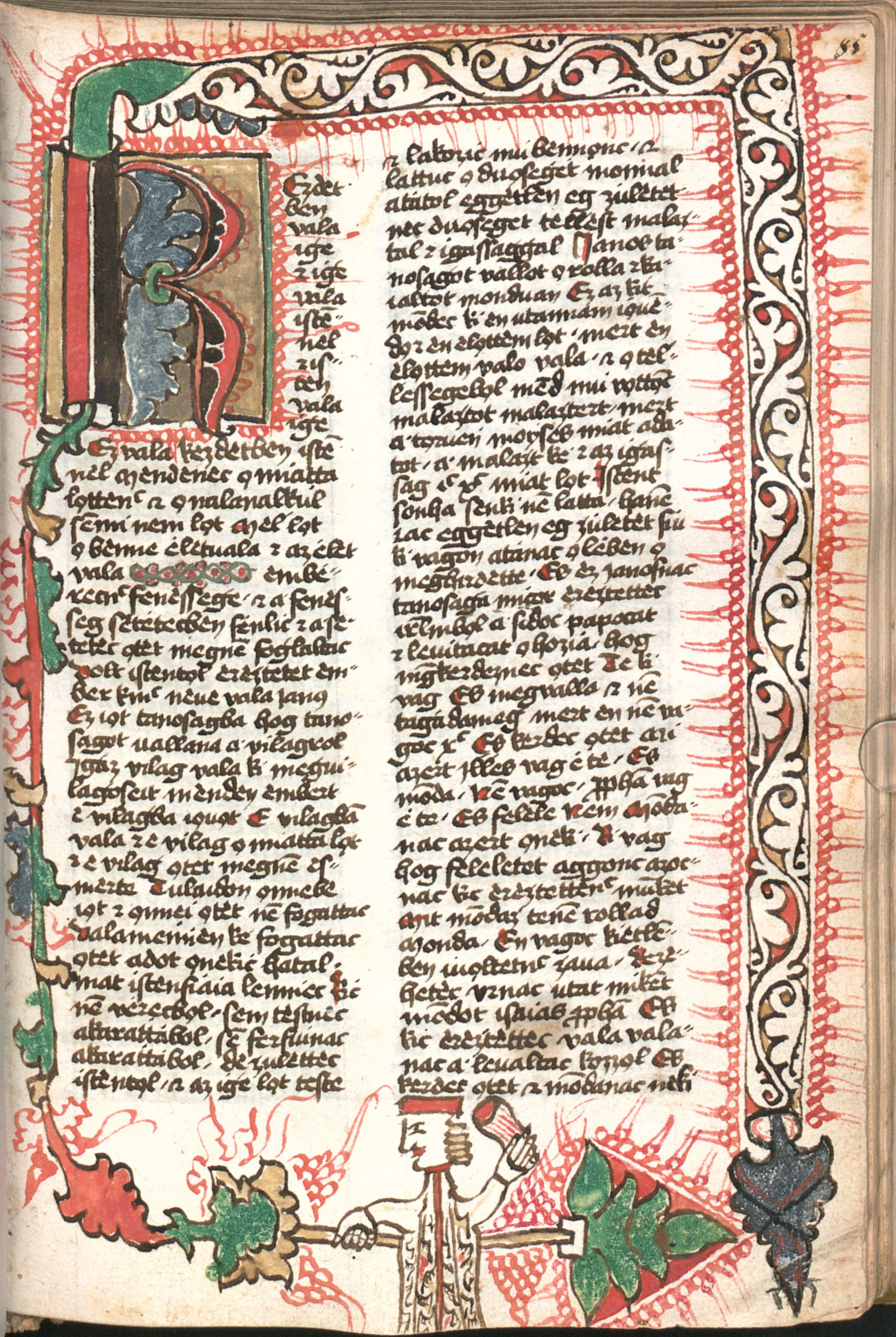
Page de la Bible hussite dans le Codex de Munich (XVe siècle) utilisant le o barre souscrite.
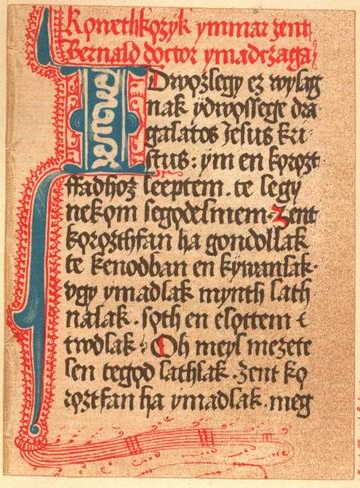
Page du Codex tchèque (hu) utilisant le o barre souscrite.
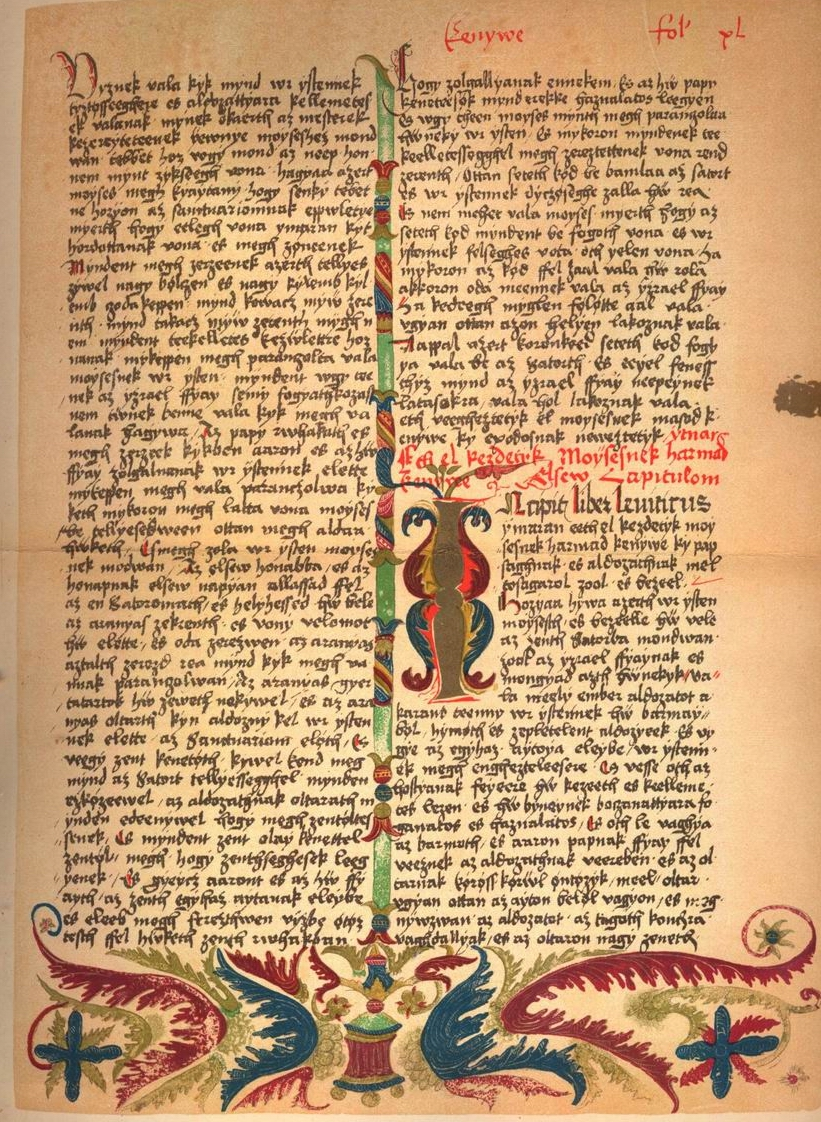
Page du Codex Jordánszky utilisant le o barre souscrite.
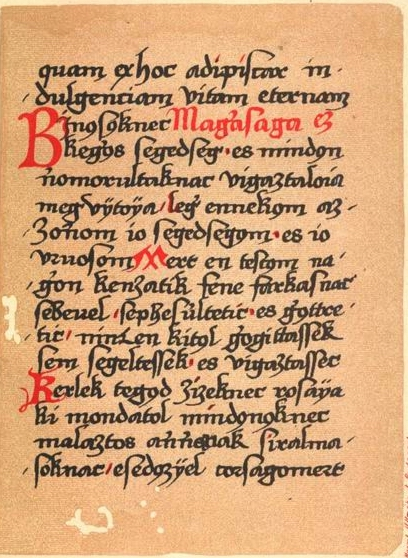
Page du Codex de Nádor utilisant le o barre souscrite.
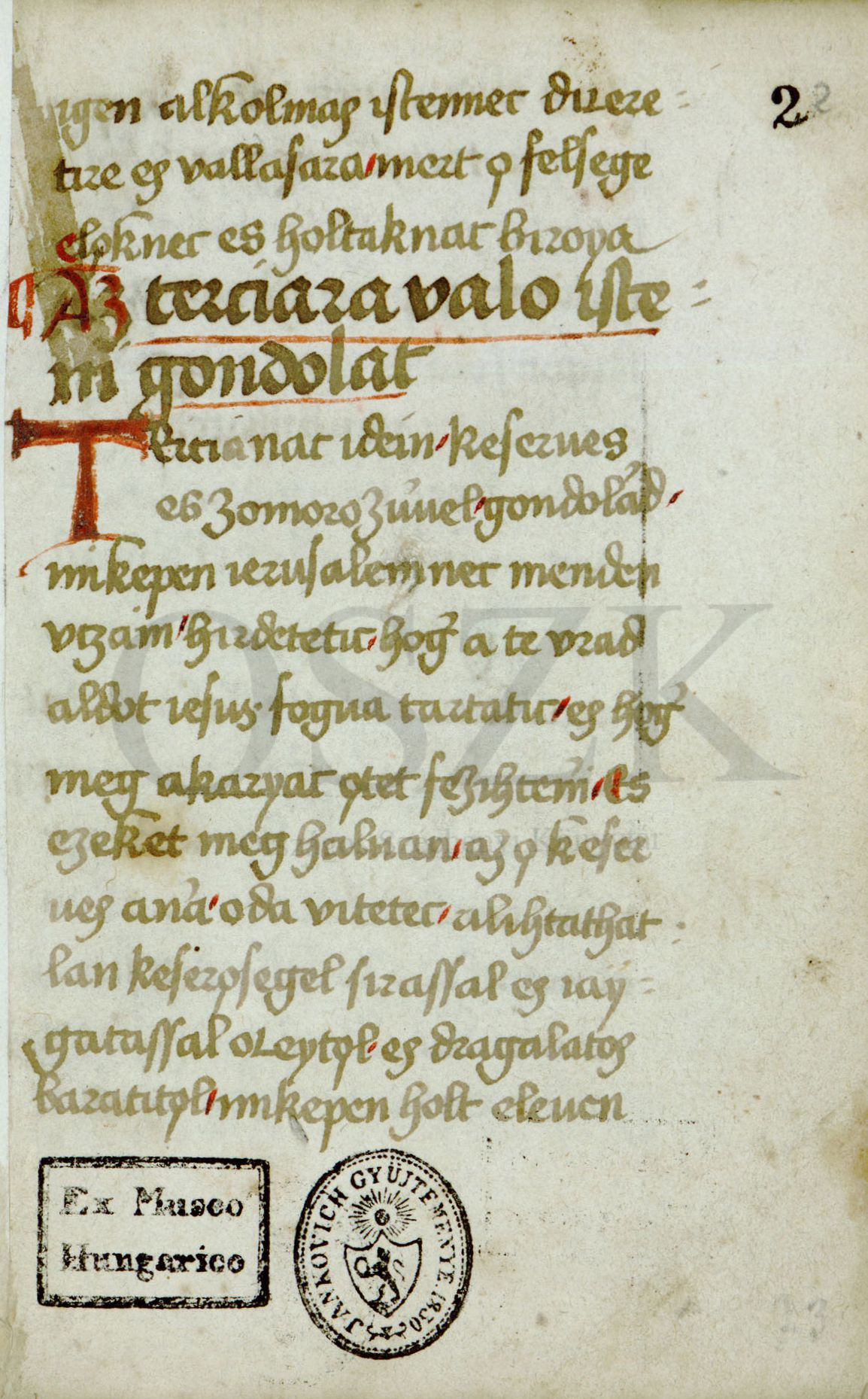
Page du Codex de Vitkovics utilisant le o barre souscrite.

Dans le Codex de Debrecen (hu) ou dans le Codex de Döbrentei (hu), il a parfois une barre souscrite et un barre suscrite, comme généralement le O vieux polonais ‹ ꟁ ›.

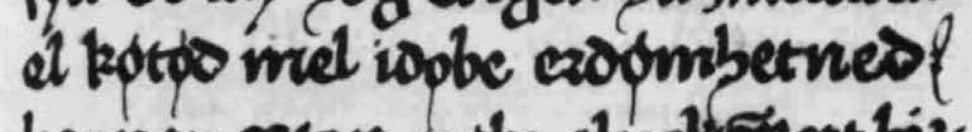
Ligne du Codex de Debrecen.
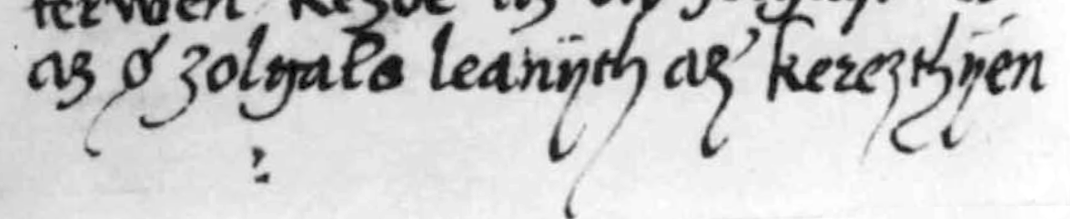
Ligne du Codex de Debrecen.

Dans le Codex tchèque (hu), l’o barre souscrite est utilisé et un o barre suscrite est aussi utilisé dans quelques mots uniquement sur deux folios (70r et 95v) mais représentant le ü ou ű du hongrois moderne.

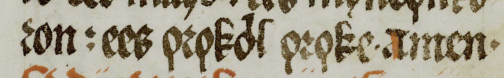
Ligne du Codex tchèque, f. 70r.
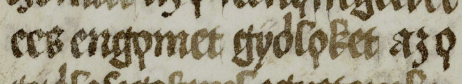
Ligne du Codex tchèque, f. 95v.

## Représentations informatiques
Le o barre souscrite n’a pas de représentation informatique standardisée. Certains auteurs utilisent un caractère non standardisé selon la police de caractères, d’autres auteurs utilisent des caractères approximatifs comme o accent aigu souscrit ‹ o̗ › ou o line verticale souscrite ‹ o̩ ›. Un o trait de centralisation léger souscrit ‹ o᪹ ›, utilisé en dialectologie allemande, ressemble aussi à la forme de cette lettre lorsque sa barre souscrite est oblique.
Sa forme avec une barre suscrite est  aussi représentée avec o accent aigu soucrit accent aigu ‹ ó̗ ›.